# Bahnstrecke Dortmund–Hamm
| Stammstrecke Köln–Minden in Dunkelrot |                      |                                           |                                           |
| Streckennummer (DB): | 2650                 |                                           |                                           |
| Kursbuchstrecke (DB): | 415, 416             |                                           |                                           |
| Kursbuchstrecke: | 227 (1946)           |                                           |                                           |
| Streckenlänge: | 31 km                |                                           |                                           |
| Spurweite: | 1435 mm (Normalspur) |                                           |                                           |
| Streckenklasse: | D4                   |                                           |                                           |
| Stromsystem: | 15 kV 16,7 Hz ~      |                                           |                                           |
| Streckengeschwindigkeit: | 200 km/h             |                                           |                                           |
| Zugbeeinflussung: | PZB, LZB CE I        |                                           |                                           |
| Zweigleisigkeit: | durchgehend          |                                           |                                           |
| |                      |                                           |                                           |
| \| \| \| Hauptstrecke von Minden \| \| \| \| \| Strecke von Münster \| \| \| \| \| Lippe, Datteln-Hamm-Kanal \| \| \| \| 150,7 \| Hamm (Westf) Hbf \| Hamm (Westf) Hbf \| \| \| \| Hamm (Westf) Rbf Hvn (Abzw) \| \| \| \| \| Strecke nach Warburg \| \| \| \| \| Strecke nach Hagen \| \| \| \| 148,7 \| Hamm (Westf) Rbf Hps \| Hamm (Westf) Rbf Hps \| \| \| \| Güterstrecke von Hamm Gallberg \| \| \| \| 148,1 \| Hamm (Westf) Rbf \| Hamm (Westf) Rbf \| \| \| \| Strecke nach Oberhausen-Osterfeld \| \| \| \| 145,3 \| Selmig (Abzw) \| Selmig (Abzw) \| \| \| 145,2 \| Selmig \| Selmig \| \| \| \| Güterstrecke nach Bönen Autobahn \| \| \| \| \| \| \| \| \| 142,0 \| Bönen-Nordbögge \| Bönen-Nordbögge \| \| \| 141,6 \| Nordbögge Üst \| Nordbögge Üst \| \| \| \| A 2 \| \| \| \| \| A 1 \| \| \| \| \| Seseke, Hist. Fünfbogen-Brücke \| \| \| \| \| von Unna \| \| \| \| 135,5 \| Kamen \| Kamen \| \| \| 134,1 \| BÜ Südkamener Str. \| BÜ Südkamener Str. \| \| \| 131,6 \| Kamen-Methler \| Kamen-Methler \| \| \| 130,4 \| BÜ Husener Str. \| BÜ Husener Str. \| \| \| 129,4 \| Dortmund-Kurl \| Dortmund-Kurl \| \| \| 126,4 \| Dortmund Flughafen \| Dortmund Flughafen \| \| \| 125,4 \| Dortmund-Scharnhorst \| Dortmund-Scharnhorst \| \| \| \| Güterumgehungsbahn Dortmund \| \| \| \| 123,8 \| Dortmund-Körne (Abzw) \| Dortmund-Körne (Abzw) \| \| \| 121,9 \| Dortmund-Zinkhütte (Awanst) \| Dortmund-Zinkhütte (Awanst) \| \| \| 121,8 \| Dortmund Bbf \| Dortmund Bbf \| \| \| 121,3 \| Dortmund Dbw (Abzw) \| Dortmund Dbw (Abzw) \| \| \| \| ehem. Strecke Lünen–Dortmund Ost \| \| \| \| \| Strecke von Lünen \| \| \| \| 119,5 \| Dortmund Hbf \| Dortmund Hbf \| \| \| \| Strecke nach Soest, Strecke nach Iserlohn \| \| \| \| \| S-Bahn-Strecke nach Witten \| \| \| \| \| Hauptstrecke nach Essen/Witten \| \| \| \| \| Strecke nach Dortmund-Rahm \| \| \| \| \| Stammstrecke nach Wanne-Eickel \| \| \| \| \| \| \| \| Quellen: [1][2] \| \| \| \| |                      |                                           |                                           |
| Strecke · Strecke |                      | Hauptstrecke von Minden                   | Hauptstrecke von Minden                   |
| Abzweig geradeaus und von rechts · Abzweig geradeaus und von rechts |                      | Strecke von Münster                       | Strecke von Münster                       |
| Brücke über Wasserlauf · Brücke über Wasserlauf |                      | Lippe, Datteln-Hamm-Kanal                 | Lippe, Datteln-Hamm-Kanal                 |
| Strecke · Bahnhof | 150,7                | Hamm (Westf) Hbf                          | Hamm (Westf) Hbf                          |
| Blockstelle · Strecke |                      | Hamm (Westf) Rbf Hvn (Abzw)               | Hamm (Westf) Rbf Hvn (Abzw)               |
| Strecke · Abzweig geradeaus und nach links |                      | Strecke nach Warburg                      | Strecke nach Warburg                      |
| Strecke · Abzweig geradeaus und nach links |                      | Strecke nach Hagen                        | Strecke nach Hagen                        |
| Dienststation / Betriebs- oder Güterbahnhof · Dienststation / Betriebs- oder Güterbahnhof | 148,7                | Hamm (Westf) Rbf Hps                      | Hamm (Westf) Rbf Hps                      |
| Abzweig geradeaus und von links · Kreuzung geradeaus unten |                      | Güterstrecke von Hamm Gallberg            | Güterstrecke von Hamm Gallberg            |
| Dienststation / Betriebs- oder Güterbahnhof · Strecke | 148,1                | Hamm (Westf) Rbf                          | Hamm (Westf) Rbf                          |
| Abzweig geradeaus und nach rechts · Strecke |                      | Strecke nach Oberhausen-Osterfeld         | Strecke nach Oberhausen-Osterfeld         |
| Blockstelle · Blockstelle | 145,3                | Selmig (Abzw)                             | Selmig (Abzw)                             |
| Strecke · ehemaliger Bahnhof | 145,2                | Selmig                                    | Selmig                                    |
| Strecke nach links · Kreuzung geradeaus unten |                      | Güterstrecke nach Bönen Autobahn          | Güterstrecke nach Bönen Autobahn          |
| Verschwenkung nach rechts |                      |                                           |                                           |
| Haltepunkt / Haltestelle | 142,0                | Bönen-Nordbögge                           | Bönen-Nordbögge                           |
| Überleitstelle / Spurwechsel | 141,6                | Nordbögge Üst                             | Nordbögge Üst                             |
| Brücke |                      | A 2                                       | A 2                                       |
| Brücke |                      | A 1                                       | A 1                                       |
| Brücke über Wasserlauf |                      | Seseke, Hist. Fünfbogen-Brücke            | Seseke, Hist. Fünfbogen-Brücke            |
| Abzweig geradeaus und ehemals von links |                      | von Unna                                  | von Unna                                  |
| Bahnhof | 135,5                | Kamen                                     | Kamen                                     |
| Bahnübergang | 134,1                | BÜ Südkamener Str.                        | BÜ Südkamener Str.                        |
| Haltepunkt / Haltestelle | 131,6                | Kamen-Methler                             | Kamen-Methler                             |
| Bahnübergang | 130,4                | BÜ Husener Str.                           | BÜ Husener Str.                           |
| Bahnhof | 129,4                | Dortmund-Kurl                             | Dortmund-Kurl                             |
| ehemaliger Bahnhof | 126,4                | Dortmund Flughafen                        | Dortmund Flughafen                        |
| Bahnhof | 125,4                | Dortmund-Scharnhorst                      | Dortmund-Scharnhorst                      |
| Abzweig geradeaus und nach rechts |                      | Güterumgehungsbahn Dortmund               | Güterumgehungsbahn Dortmund               |
| Verschwenkung von links · Verschwenkung von rechts | 123,8                | Dortmund-Körne (Abzw)                     | Dortmund-Körne (Abzw)                     |
| Strecke · Blockstelle | 121,9                | Dortmund-Zinkhütte (Awanst)               | Dortmund-Zinkhütte (Awanst)               |
| Dienststation / Betriebs- oder Güterbahnhof · Strecke | 121,8                | Dortmund Bbf                              | Dortmund Bbf                              |
| | 121,3                | Dortmund Dbw (Abzw)                       | Dortmund Dbw (Abzw)                       |
| Kreuzung geradeaus unten (Querstrecke außer Betrieb) · Kreuzung geradeaus unten (Querstrecke außer Betrieb) |                      | ehem. Strecke Lünen–Dortmund Ost          | ehem. Strecke Lünen–Dortmund Ost          |
| Abzweig geradeaus und von rechts · Strecke |                      | Strecke von Lünen                         | Strecke von Lünen                         |
| Bahnhof · Bahnhof mit S-Bahn-Halt | 119,5                | Dortmund Hbf                              | Dortmund Hbf                              |
| Strecke · Abzweig geradeaus und nach links |                      | Strecke nach Soest, Strecke nach Iserlohn | Strecke nach Soest, Strecke nach Iserlohn |
| Strecke · Abzweig geradeaus und nach links |                      | S-Bahn-Strecke nach Witten                | S-Bahn-Strecke nach Witten                |
| Abzweig geradeaus und nach links · Strecke nach links |                      | Hauptstrecke nach Essen/Witten            | Hauptstrecke nach Essen/Witten            |
| Abzweig geradeaus und nach links |                      | Strecke nach Dortmund-Rahm                | Strecke nach Dortmund-Rahm                |
| Strecke |                      | Stammstrecke nach Wanne-Eickel            | Stammstrecke nach Wanne-Eickel            |
| |                      |                                           |                                           |
| Quellen: |                      |                                           |                                           |

Die Bahnstrecke Dortmund–Hamm ist eine der wichtigsten und am meisten befahrenen Eisenbahnstrecken in Deutschland. Sie ist die Hauptachse des Schienenpersonenfern-, -nahverkehrs und Güterverkehrs zwischen dem Ruhrgebiet und dem Norden und Osten Deutschlands.
Sie ist ein Teil der von der Köln-Mindener Eisenbahn-Gesellschaft (CME) gebauten Stammstrecke von Köln-Deutz nach Minden, nach der die Gesellschaft benannt wurde. Sie wurde 1847 eröffnet und seither mehrfach modernisiert und ausgebaut.

## Geschichte
Nachdem sie am 18. Dezember 1843 die preußische Konzession für ihre namensgebende Strecke erhalten hatte, begann die Köln-Mindener Eisenbahn-Gesellschaft im damals noch selbständigen Deutz mit dem Bau des ersten Teilstücks nach Düsseldorf, das sie am 20. Dezember 1845 eröffnen konnte.
Nur wenige Wochen später am 9. Februar 1846 wurde bereits das zweite Teilstück nach Duisburg fertiggestellt, vorläufiger Endpunkt war der am Ort des heutigen Duisburger Hauptbahnhofes gebaute „Köln-Mindener Bahnhof“, der erste von später drei Bahnhöfen an gleicher Stelle.
Mit dem nächsten Teilstück über Oberhausen, Altenessen, Gelsenkirchen, Wanne, Herne und Dortmund nach Hamm hatte man sich bewusst gegen eine Streckenführung in der Nähe der damaligen Kohlegruben am nördlichen Ufer der Ruhr und für die kostengünstigere weil weniger hügelige und damit leichter zu verwirklichende Trasse entschieden. Trotzdem dauerte es noch weit über ein Jahr bis am 15. Mai 1847 auch dieses Teilstück in Betrieb gehen konnte.
Noch im gleichen Jahr, am 15. Oktober 1847, wurde das letzte Teilstück bis Minden und damit die gesamte, 263 Kilometer lange, eingleisige Strecke fertiggestellt. Am gleichen Tag eröffneten die Königlich Hannöverschen Staatseisenbahnen ihre Bahnstrecke Hannover–Minden.

## Ausbau
Die Bahnstrecke Dortmund–Hamm wurde seit ihrer Eröffnung, gemäß ihrer stetig wachsenden Bedeutung für den Schienenverkehr in West-Ost-Richtung, immer weiter ausgebaut und modernisiert. Sie ist durchgängig zumindest zweigleisig und wurde Ende der 1950er Jahre auf ganzer Länge mit elektrischer Oberleitung versehen.
Der erste Bundesverkehrswegeplan (1973) führte die Ausbaustrecke Dortmund–Hannover–Braunschweig als eines von acht geplanten Ausbauvorhaben im Bereich der Schienenwege.
Im Jahr 1986 wurde in einem 20,1 km langen Abschnitt zwischen Nordbögge (bei Hamm) und Dortmund der fahrplanmäßige Betrieb mit 200 km/h aufgenommen. Anfang der 1990er Jahre wurde die dafür notwendige Ausnahmezulassung nicht verlängert, die das Befahren von vorhandenen Bahnübergängen mit mehr als 160 km/h erlaubte. Seitdem wurden einige der Bahnübergänge durch Brücken ersetzt.
Die Strecke ist seit 2005 zwischen den Kilometern 120,4 und 143,4 mit Linienförmiger Zugbeeinflussung ausgerüstet und kann mit Ausnahme des Abschnittes zwischen den Kilometern 130,4 und 134,1 mit 200 km/h befahren werden. Dazwischen liegt die zulässige Höchstgeschwindigkeit infolge der letzten beiden Bahnübergänge bei 160 km/h. Der Umbau des Bahnübergangs „Südkamener Straße“ bei Kamen verzögerte sich, da die notwendigen Grundstücksrechte nicht vorliegen. Geplant ist eine Unterführung, für die im Jahr 2012 bereits erste Baumaßnahmen stattfanden. Dabei wurde das Vorsignal der Einfahrt versetzt und ein neuer Streckentrenner (Schalter für die Oberleitung) eingebaut. Zwischen Mai und Oktober 2020 wurden Bohrpfähle zur Herstellung einer wasserdichten Baugrube eingelassen, im November 2020 Behelfsbrücken eingesetzt.
Im August 2023 wurde mit einer Fertigstellung der Unterführung und der Beseitigung des Bahnübergangs zum Jahresende 2023 gerechnet.[veraltet] Zudem begannen Arbeiten für die erneute Erhöhung der zulässigen Geschwindigkeit zwischen Kamen-Methler und Nordbögge auf 200 km/h. Der dadurch erreichte Fahrzeitgewinn sollte genutzt werden, um Verspätungen durch Störungen im Betriebsablauf auszugleichen.
Von 2017 bis 2020 fanden zwischen Dortmund und Kamen umfangreiche Sanierungsarbeiten statt, wozu die Strecke mehrfach gesperrt wurde. Unter anderem wurden Oberleitungen erneuert, Lärmschutzwände installiert und Bahnhöfe modernisiert sowie barrierefrei umgebaut. Im Rahmen des noch anstehenden Ausbaus zwischen Kamen und Hamm ist die Einrichtung eines neuen Haltepunkts Selmigerheide im Bereich Friedhofsweg/Röntgenstraße geplant.
Es war geplant, die Achse Hamm–Dortmund–Düsseldorf–Köln im Jahr 2027 zu „generalsanieren“. Aufgrund von Umplanungen wurde dies Mitte 2024 verschoben, ohne einen neuen Termin zu nennen.
Im dritten Gutachterentwurf des Deutschlandtakts ist ein weitgehender drei- bzw. viergleisiger Ausbau unterstellt. Dafür sind, zum Preisstand von 2015, Investitionen über 1,3 Milliarden Euro vorgesehen.

## Bedienung
Die Strecke wird im Stundentakt von der Intercity-Express-Linie 10 von Köln über Duisburg, Essen, Hannover nach Berlin und zumeist im Zweistundentakt von InterCity-Linien bzw. weiteren ICE-Zügen bedient, siehe auch Liste der Intercity-Express-Bahnhöfe bzw. Liste der Intercity-Bahnhöfe.
Im Regionalverkehr verkehren jeweils im Stundentakt die Regional-Express-Linien RE 1 „NRW-Express“, RE 3 „Rhein-Emscher-Express“ und RE 6 „Rhein-Weser-Express“ sowie der RE 11 „Rhein-Hellweg-Express“; ([veraltet]aufgrund von Bauarbeiten in Dortmund Hbf wird der RE11 ab dem 2. Juli 2021 für voraussichtlich eineinhalb Jahre über Unna und Soest umgeleitet). Die Linien RE 1 und RE 11 bedienen teils alle Zwischenhalte, wobei die Linie RE 6 nur in Kamen hält (siehe auch Liste der SPNV-Linien in Nordrhein-Westfalen).
Durchgeführt wird der Personennahverkehr (Stand 10. Dezember 2020) von Abellio Rail NRW (Linien RE 1 und RE 11), National Express (Linie RE 6) und von der Eurobahn (Linie RE 3).
Nach der Insolvenz von Abellio ist die Betriebsführung der Linien RE 1 und RE 11 zum 1. Februar 2022 im Rahmen einer Notvergabe auf National Express übergegangen.

## Tarif
Die Strecke liegt bis zum Bahnhof Dortmund-Scharnhorst im Gebiet des Verkehrsverbundes Rhein-Ruhr (VRR), ab Kamen-Methler im Gebiet des Westfalentarifs. Bahnhöfe im Stadtgebiet von Kamen können im Übergang allerdings noch mit Fahrkarten des VRR-Tarifs erreicht werden, ebenso können Fahrkarten des Westfalentarifs im Übergang bis Dortmund Hbf. Außerdem anwendbar ist der überregionale NRW-Tarif.